# 恵心病院

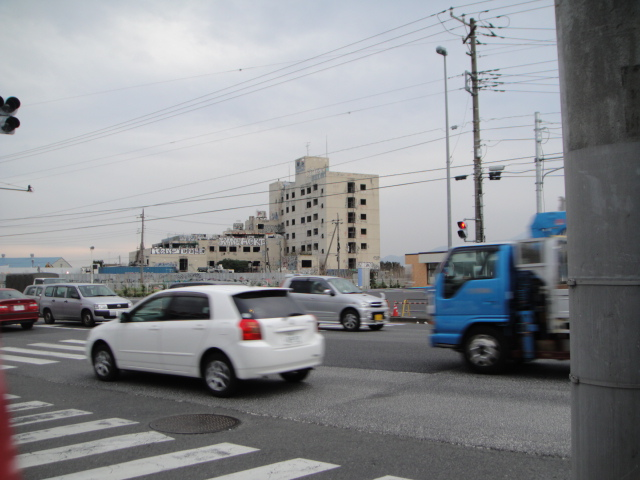
「山際」交差点から見た取り壊し前の恵心病院（2010年3月）

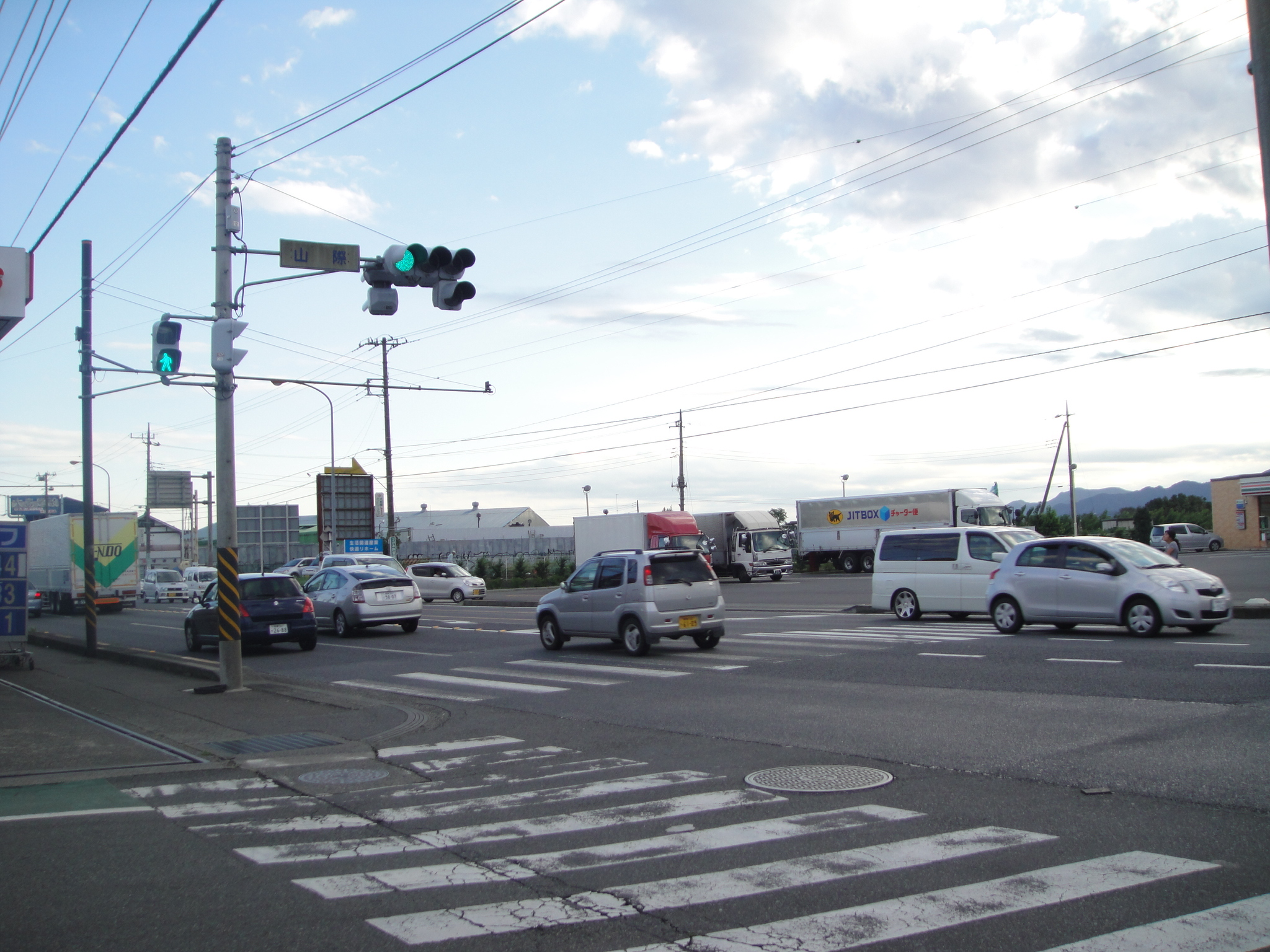
「山際」交差点から見た取り壊し後の恵心病院跡地（2011年9月）

恵心病院（けいしんびょういん）は、かつて神奈川県厚木市に存在した日本の病院。正式名称は厚木恵心病院（あつぎけいしんびょういん）。

## 概要
1979年（昭和54年）、神奈川県厚木市山際535番地に河野病院の名称で開業し、1987年（昭和62年）に廃業。その後、山際病院と名を変えて復業したが、1993年（平成5年）に再び廃業する。1995年に厚木恵心病院と名称を変えるが、1997年（平成9年）に休業し、以後廃墟となる。
「院長が自殺した」「医療ミスがあった」などの噂が流れ、不法侵入する者が発生し、犯罪や事故が発生した。2009年には小火が発生し、1階の一部が燃えたほか、少年らが強盗に遭う事件も発生している。
そのため、地域住民などが建物撤去を求めるが、民間所有の土地で権利関係も複雑であったため放置される。
その後、厚木市は所有者である大阪府所在の宗教団体に対し譲渡するよう交渉を進めたが、同宗教団体の市税滞納により堺市に土地、建物を差し押さえられた。2010年4月、公売により厚木市が落札し、後に建物は解体された。跡地は将来的に公園として整備される予定。2013年に厚木市市民農園の山際A農園として一部が開放されている。

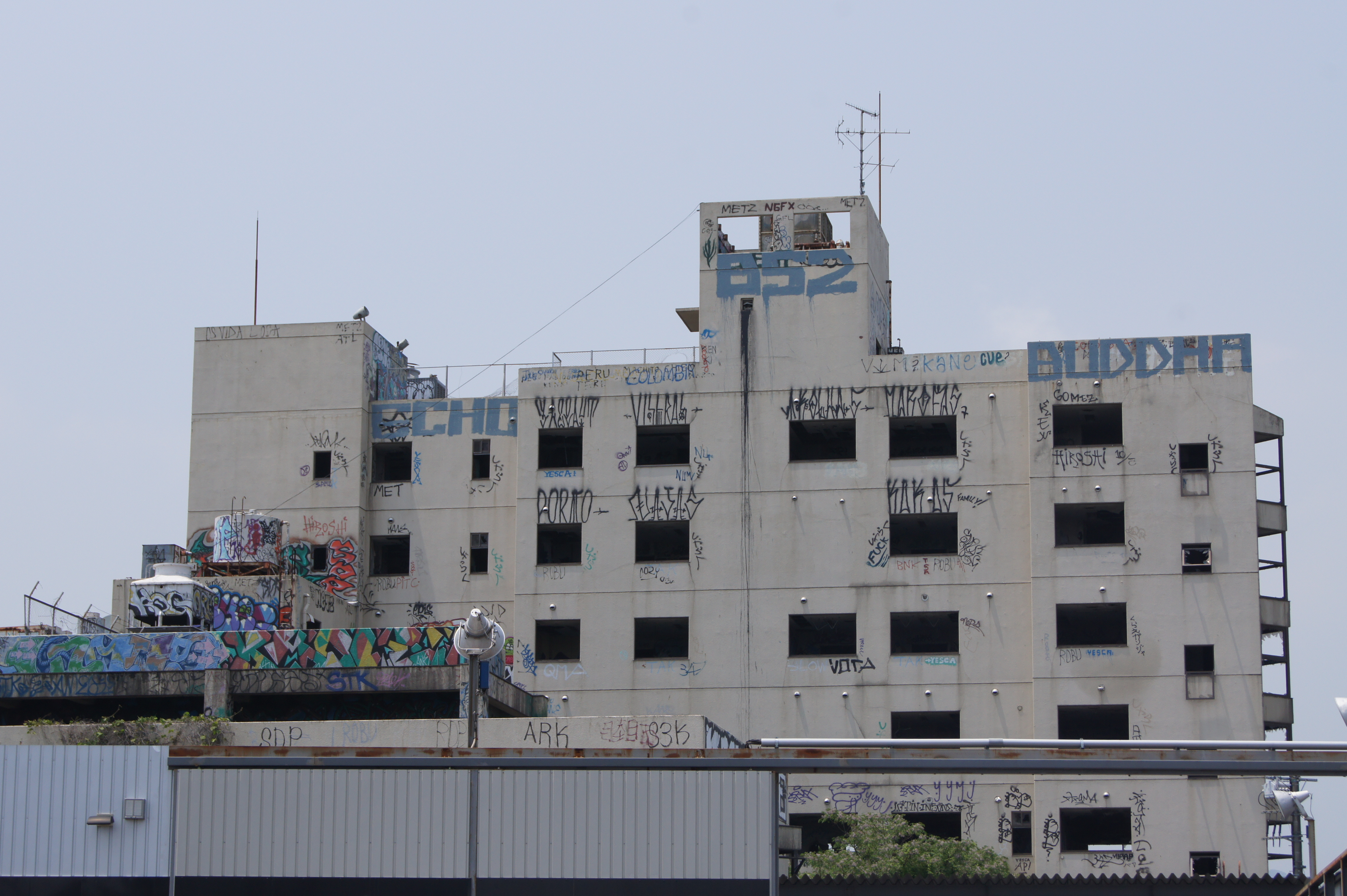
正面より撮影（2010年5月）
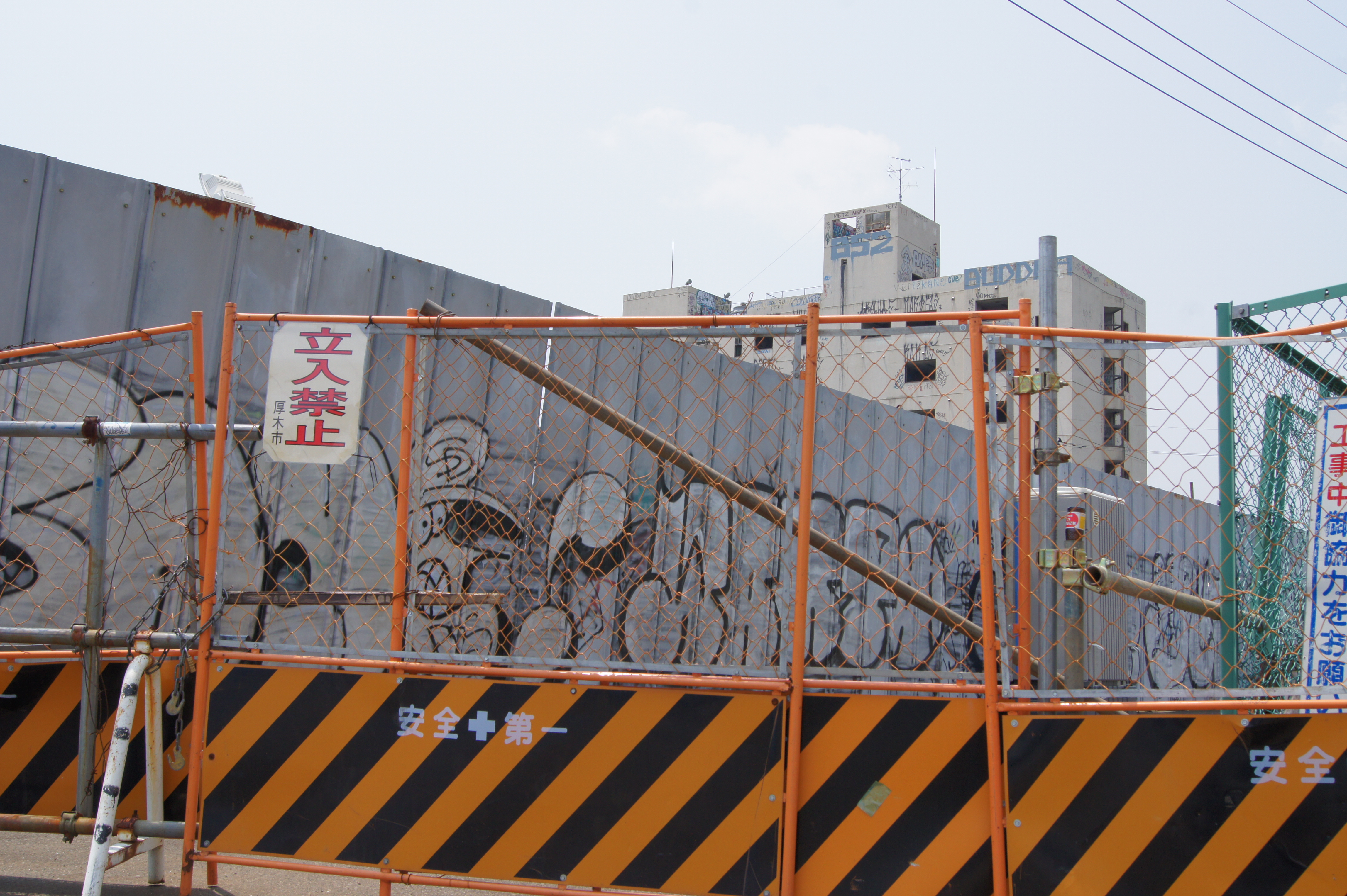
封鎖された入り口（2010年5月）
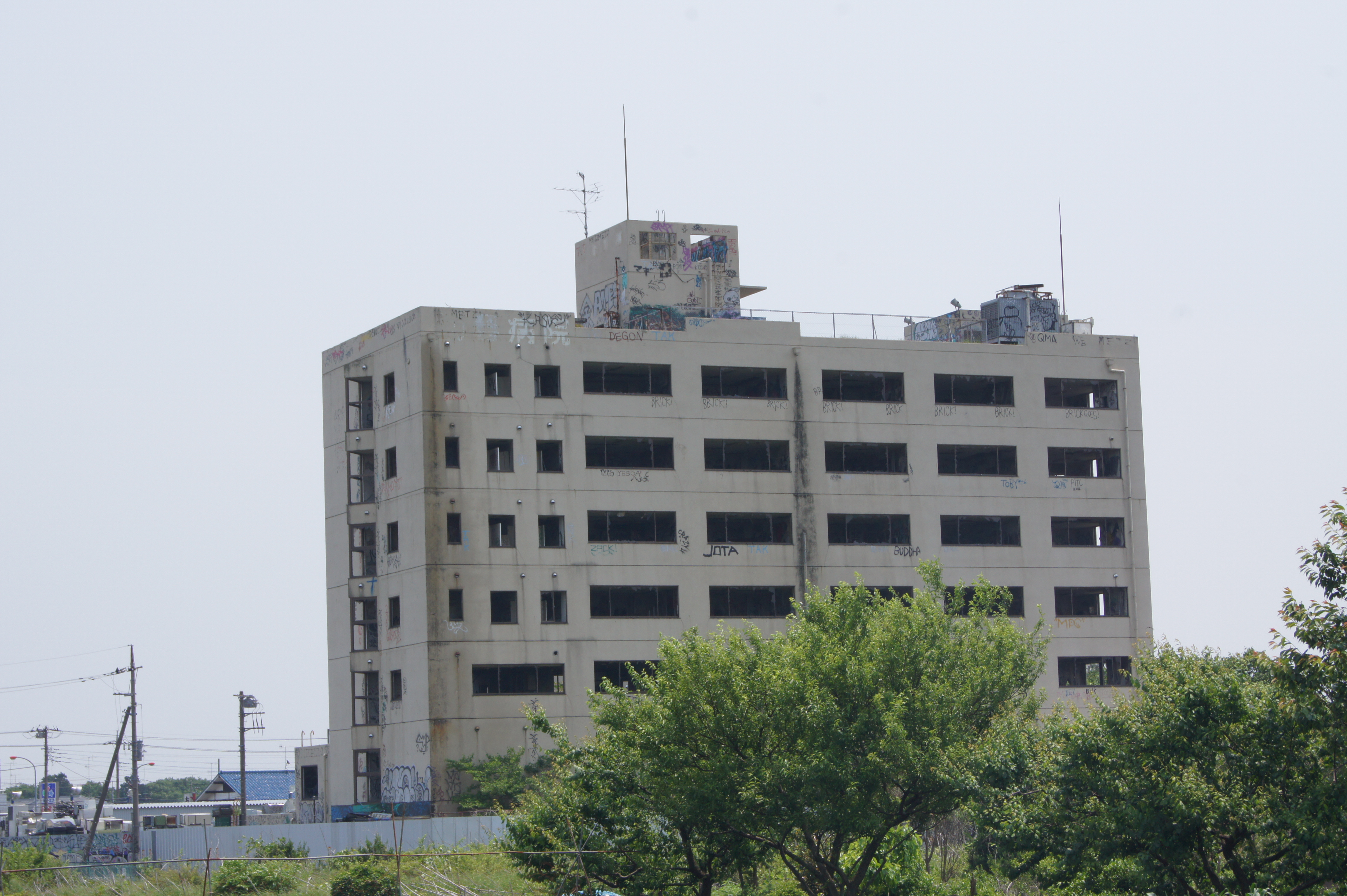
付近の農道より背面部を撮影（2010年5月）

## 登場作品
- タクシードライバーの推理日誌（1992年、テレビ朝日・総合ビジョン）- 山際病院時代にロケが行われた。
- ほんとにあった！呪いのビデオ special 2（2001年、ブロードウェイ、BWD-1349）[8]
- ほんとにあった！呪いのビデオ17（2005年、ブロードウェイ、BWD-1517）